# ハロー・グッバイ (柏原よしえのアルバム)
『ハロー・グッバイ』は、柏原よしえ3枚目のオリジナル・アルバム。1981年12月15日にフィリップス・レコードより発売された。

## 概要
先行シングルの「ハロー・グッバイ」とそのB面曲「恋はマシュマロ」を含むオリジナル・アルバム。
アルバムの帯コピーは、”ゆれる心はよしえ色 ～HEART TO HEART～”
公称売上は22万枚を記録。
2018年8月29日には、オリジナルの収録曲に加えて8枚目のシングル曲「恋人たちのキャフェテラス」のB面曲「ロンリー・バースデイ」をボーナストラックとして追加収録し、『ハロー・グッバイ +1』として紙ジャケット仕様でユニバーサルミュージックよりSHM-CDが発売された。

## 収録曲

### LP

#### SIDE A
1. ハロー・グッバイ
作詞：喜多条忠　作曲：小泉まさみ　編曲：竜崎孝路
  - アルバムと同タイトルの7枚目のシングルA面曲。
2. 迷い子天使
作詞：岡田冨美子　作曲：すぎやまこういち　編曲：若草恵
3. 夢見てセクシー
作詞：大津あきら　作曲・編曲：EDISON
4. ひとりごと
作詞：岡田冨美子　作曲・編曲：すぎやまこういち
5. 頬ぬらす涙
作詞：阿久悠　作曲：網倉一也　編曲：淡野保昌

#### SIDE B
1. 突然の出来事
作詞：加取治　作曲：網倉一也　編曲：馬飼野康二
2. 青の時代
作詞：阿久悠　作曲：網倉一也　編曲：淡野保昌
3. 恋はマシュマロ
作詞：岡田冨美子　作曲：すぎやまこういち　編曲：若草恵
  - シングル「ハロー・グッバイ」のB面曲。
4. とまどいブラディ・メアリー
作詞・作曲：佐々木勉　編曲：桜庭伸幸
5. 涙のシャンソン
作詞：大津あきら　作曲・編曲：EDISON

### ハロー・グッバイ +1（SHM-CD）
1. ハロー・グッバイ
2. 迷い子天使
3. 夢見てセクシー
4. ひとりごと
5. 頬ぬらす涙
6. 突然の出来事
7. 青の時代
8. 恋はマシュマロ
9. とまどいブラディ・メアリー
10. 涙のシャンソン
11. ロンリー・バースデイ＜ボーナス・トラック＞
作詞：喜多條忠　作曲：小泉まさみ　編曲：船山基紀
  - 8枚目のシングル「恋人たちのキャフェテラス」のB面曲。